# Маніпуляція масовою свідомістю

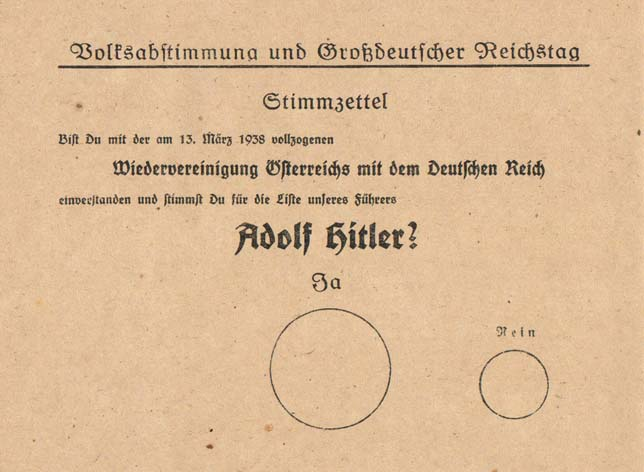
Графічна маніпуляція масовою свідомістю в нацистській Німеччині, бланк плебісциту 10 квітня 1938 року: «Чи згідний ти з возз'єднанням Австрії з Німеччиною, що відбулося 13 березня 1938 року і чи голосуєш за список нашого фюрера Адольфа Гітлера?», над великим кругом по центру напис «Так», над маленьким — «Ні»

Маніпулюва́ння ма́совою свідо́містю — програмування думок і прагнень людей, їхніх настроїв і психічного стану з метою забезпечення такої поведінки, яка необхідна групі небагатьох власників засобів маніпуляції, що здійснюють такий вплив, переслідуючи свої особисті корисливі цілі.
 [Архівовано 12 липня 2019 у Wayback Machine.] Маніпулювання натовпом — це навмисне використання способів, заснованих на принципах психології натовпу для залучення, контролю або впливу на бажання юрби, задля спрямування її поведінки на певну дію. Ця практика є спільною для релігії, політики та бізнесу і може сприяти схваленню або засудженню чи байдужості до особи, політики або продукту. Зазвичай, викликає сумнів етичність маніпуляцій з юрмищем.
Маніпулювання натовпом відрізняється від пропаганди, хоча вони можуть зміцнювати одне одного для отримання бажаного підсумку. Якщо пропаганда є «послідовними, тривалими зусиллями зі створення або формування подій, які впливають на взаємини громадськості з підприємством, ідеєю або групою», маніпуляція з натовпом — це відносно короткий заклик до дії, коли насіння пропаганди (точніше «передпропаганди») посіяно і громадськість організована в натовп. Пропагандист звертається до мас, навіть якщо вони розділені, тоді як маніпулятор натовпу звертається до частини мас, зібраних в юрмище у реальному часі. Однак у таких випадках, як надзвичайні події в країні, маніпулятор натовпу може використовувати засоби масової інформації для того, щоби звертатися до мас в реальному часі так, ніби він виступає перед юрбою.
Маніпулювання натовпом також, відрізняється від контролю натовпу, який виконує завдання безпеки. Місцеві органи влади використовують методи контролю натовпу, щоб утримувати й розсіювати юрмища, а також запобігати й реагувати на непокору та незаконні дії, такі як заворушення і грабежі.

## Різновиди
Це вид духовного, психологічного впливу, а не фізичне насильство чи загроза. Це прихований вплив, факт який не повинен бути помічений об'єктом маніпуляції. Успіх маніпуляції гарантований, коли маніпульований вірить, що все відбувається природно і неминуче.
На думку Євгена Доценка та Сергія Кара-Мурзи процес відбувається шляхом формування стереотипного реагування. Себто якщо в групі об'єктів керування, відсутні рефлексії на потрібні стереотипи/прагнення, треба їх втілити та зробити бажаними. Водночас маніпуляція є обмеженим інструментом через вплив переважно, винятково на долучені до стереотипів об'єкти, та побічні ефекти психологічної взаємодії/вивчення їх рушіїв.
Оксфордський словник англійської мови визначає маніпуляцію як «акт впливу на людей або керування ними зі спритністю, особливо зі зневажливим підтекстом, як приховане управління та обробка». Саме в такому наповненні слово «маніпуляція» замінило в політичному словнику термін «макіавеллізм».

## Загальні принципи
Одним із перших дослідників феномену виникнення масової свідомості, був Хосе Ортега-і-Гассет. Наступні дослідження були широко представлені у французького філософа Моріса Бланшо який у своїх працях спирався на вчення Фрідріха Ніцше про волю до влади. Серед теоретичних досліджень владних відносин набули суттєвого впливу їх психологічні інтерпретації, представники яких вважали, що основою соціокультурних процесів є індивідуальні особливості людської психіки, які виступають первинними щодо явищ соціальної дійсності. Серед значного числа концепцій, що внесли помітний внесок в розробку цієї проблеми, психоаналітичні дослідження Зиґмунда Фрейда. Соціальну структуру він розглядав згідно зі схемою: «вождь — еліта — маси», маючи на увазі суто авторитарну форму влади, вважаючи, що маси завжди шукають вождя або поклоняються вождю, жадають відмови від самостійності та відповідальності. Ідеалізація вождя і ідентифікація з ним є, за Фрейдом, одним з основних механізмів усередині групової солідарності і соціального панування.
Одним з механізмів, в умовах соціально-психологічної взаємодії лідера і його послідовників, є навіювання — процес психологічного впливу, розрахований на некритичне сприйняття інформації. Внаслідок цих впливів змінюються, пробуджуються, актуалізуються установки особистості, здійснюється вплив на думки, настрої, почуття та вчинки. Механізм навіювання проявляється в тому, що людина, яка сприймає, починає діяти всупереч логічним міркуванням.
Також під маніпуляцією свідомістю розуміють дії направлені на зміну психологічних установок, ціннісних орієнтацій, поведінки індивідів і аудиторій незалежно від їх бажання. Мета маніпуляції — контроль над юрбою, її керованість. Для
досягнення мети використовуються різні маніпулятивні технології: цілеспрямоване спотворення інформації (замовчування, вибірковість, «перекручування», спотворення інформації).

## Типи
Подібні технології застосовуються в таких видах впливу, як:
- маніпуляція образами — оскільки образи володіють сильною психологічною дією, їх широко застосовують в комунікативній практиці, особливо в рекламі;
- конвенціональна маніпуляція — опирається не на особисті психологічні установки, а на соціальні схеми: правила, норми, традиції, стереотипи певної суспільної групи, сім'ї;
- операційно–наочна маніпуляція — заснована на таких психічних особливостях особи, як сила звички, інерція, логіка виконання дії;
- маніпуляція особою адресата — прагнення перекласти відповідальність за яку–небудь дію на адресата, тоді як у виграші залишається маніпулятор;
- маніпуляція духовністю — маніпуляція вищими рівнями психіки: значенням життя, духовними цінностями, почуттям обов'язку, тобто особистими смисловими установками індивіда

## Маніпуляція черезЗМІ
Контроль за ЗМІ дає змогу маніпулювати масовою свідомістю. Штучно насаджується таке явище, як медіасвідомість (тобто свідомість, заснована на хибних цінностях, маніпулятивних інтерпретаціях, подвійній моралі), коли реальність, пропонована ЗМІ, відрізняється від дійсної. Громадська думка через медіасвідомість значно спотворюється.
В умовах інформаційної війни зростає потреба в захисті інформаційного простору.